# Otto Tiemann
Pour les articles homonymes, voir Tiemann.
Otto Tiemann (12 février 1890 à Bruchhausen-Vilsen — 20 avril 1952 à Bruchhausen-Vilsen) est un General der Pioniere allemand au sein de la Heer dans la Wehrmacht pendant la Seconde Guerre mondiale.
Il a été récipiendaire de la Croix de chevalier de la Croix de fer. Cette décoration est attribuée pour récompenser un acte d'une extrême bravoure sur le champ de bataille ou un commandement militaire avec succès.

## Biographie
Otto Tiemann a le grade de lieutenant en 1909 au 24e bataillon du génie et sert comme officier pendant la Première Guerre mondiale.

## Décorations
- Croix de fer (1914)
  - 2e Classe
  - 1re Classe
- Croix d'honneur
- Agrafe de la Croix de fer (1939)
  - 2e Classe
  - 1re Classe
- Médaille du Front de l'Est
- Croix allemande en Or (19 décembre 1941)
- Croix de chevalier de la Croix de fer
  - Croix de chevalier le 28 avril 1943 en tant que Generalleutnant et commandant de la 93. Infanterie-Division[1]
- Mentionné dans la revue Wehrmachtbericht le 4 août 1944